# Национальный оркестр Иль-де-Франс
Национальный оркестр Иль-де-Франс (фр. Orchestre national d'Île-de-France) — французский симфонический оркестр. Обеспечивает музыкальную жизнь во всём регионе Иль-де-Франс и финансируется региональной администрацией совместно с министерством культуры Франции.
Основан в 1974 году по инициативе Марселя Ландовски, взамен существовавшего ранее и финансировавшегося частным образом Оркестра Иль-де-Франс, связанного преимущественно с именем дирижёра Рене-Пьера Шуто. С 1996 года базируется в городе Альфорвиль, пригороде Парижа.
С 2013 года под патронатом оркестра проходит конкурс молодых композиторов «Остров творений» (фр. Île de créations). В 2021 году оркестр объявил об учреждении нового конкурса молодых композиторов «Порыв» (фр. Élan), который будет проводиться совместно с Институтом IRCAM.

## Музыкальные руководители
- Жан Фурне (1974—1982)
- Жак Мерсье (1982—2002)
- Йоэль Леви (2005—2012)
- Энрике Маццола (2012—2019)
- Кейз Скальоне (с 2019 г.)